# Летонски народни препород
Летонски народни препород или Летонско народно буђење појам је који означава три различита идеолошки повезана национална покрета у Летонији.

## Први народни препород
Прво народно буђење односи се на раздобље између 1856. и краја 1880их година, кад су национални покрет водили тзв. „младолетонци“ (лат. aunlatvieši). Већ су и они сами користили израз „буђење“ али његову употребу је касније утврдио Ернест Бланкс, национални идеолог „другог буђења.“ Покрет младолетонци првобитно је био покрет културног и књижевног препорода, али је имао и утицаја на политичком пољу у Латвији која је тада припадала Руском царству. 1856. године објављена је књига Јуриса Алунанса „Мале песме преведене на летонски језик“ (Dziesmiņas latviešu valodai pārtulkotas), а почеле су с издањем и новине Мајас Виесис (Разумни гост) које су биле претежно про-немачким новинама Latviešu Avīzes. Други значајан догађај било је изјашњавање о летонској националности коју је дао вођа покрета Кришјанис Валдемарс. Дотад се ниједна образована особа на подручју Летоније није називала Летонцем, будући да је образовање обично значило и германизацију.
Велики број младолетонца, опирући се германизацији и доживљавајући отворено непријатељство немачког балтичког племства и вишег грађанства, све се више окретао про-руским ставовима. Летонци који су подржавали про-немачке ставове обично су називани „старолетонци.“
1860их, након деловања у Тартуу у Естонији, потом у Санкт Петербургу и Москви, вође покрета коначно долазе на подручје Летоније, а 1868. године утемељују Летонско друштво у Риги, које је организовало одржавање прве позоришне представе на летонском језику, прве Конференције летонских учитеља и први Летонски фестивал песама 1873. године.
Покрет ће бити угушен у снажној русификацији у доба Александра III.

## Други народни препород
Другим народним препородом обично се назива покрет који је довео до проглашења независности Летоније 1918. године. Независност је од 1890их заговарала странка „Летонска социјал-демократска унија“.

## Трећи народни препород
Трећим народним препородом назива се покрет који је довео до обнове летонске самосталности од Совјетског Савеза у тзв. „Певајућој револуцији“ 1987–1991. године.